# دريسية العلياء (دار خوين)
دريسية العلياء (بالفارسية: دریسیه علیا) هي منطقة سكنية تقع في إيران في قسم دار خوين الريفي. يقدر عدد سكانها بـ 596 نسمة .